# Australian Darts Open
Het Australian Darts Open is een dartstoernooi dat wordt gehouden in de Moama Bowling Club te Moama, Australië. De eerste editie van het toernooi vond plaats in 2019. De tweede editie van dit toernooi vond plaats in 2022 na een onderbreking, veroorzaakt door de coronapandemie. De World Darts Federation (WDF) kondigde aan dat het Australian Darts Open de Platinum-status had gekregen, met een totaal prijzengeld van AU$80.000,-. Het toernooi was een van de grootste WDF-evenementen in 2022.
Het toernooi staat open voor spelers van over de hele wereld, met open kwalificatietoernooien door heel Australië. Het podiumformat dat voor dit toernooi wordt gebruikt, werd al eerder gebruikt bij de Finder Darts Masters. De eerste editie (2019) van het toernooi werd gewonnen door Damon Heta en Lisa Ashton. De editie van 2022 werd gewonnen door Raymond Smith en Beau Greaves. In 2023 ging de winst naar Andy Baetens en opnieuw Lisa Ashton.

## Resultaten

### Heren
| Jaar | Editie | Winnaar (gemiddelde in finale) | Uitslag | Runner-up (gemiddelde in finale) |
| ---- | ------ | ------------------------------ | ------- | -------------------------------- |
| 2019 | 1      | Damon Heta (92.21)             | 10–9    | Scott Mitchell (94.12)           |
| 2022 | 2      | Raymond Smith (93.32)          | 10–9    | Haupai Puha (90.21)              |
| 2023 | 3      | Andy Baetens (92.62)           | 10–2    | Neil Duff (89.81)                |

### Dames
| Jaar | Editie | Winnaar (gemiddelde in finale) | Uitslag | Runner-up (gemiddelde in finale) |
| ---- | ------ | ------------------------------ | ------- | -------------------------------- |
| 2019 | 1      | Lisa Ashton (–)                | 8–6     | Mikuru Suzuki (–)                |
| 2022 | 2      | Beau Greaves (91.27)           | 8–5     | Mikuru Suzuki (89.46)            |
| 2023 | 3      | Lisa Ashton (88.04)            | 8–4     | Aileen de Graaf (80.80)          |